# Lygrocharis nigripennis
Lygrocharis nigripennis är en skalbaggsart som beskrevs av Mendes 1938. Lygrocharis nigripennis ingår i släktet Lygrocharis och familjen långhorningar.
Artens utbredningsområde är Uruguay. Inga underarter finns listade i Catalogue of Life.